# Anthony Byrne
Anthony Byrne (Drogheda; 6 de julio de 1930-27 de abril de 2013), comúnmente conocido como Tony Byrne o Socks Byrne, fue un boxeador amateur irlandés. Byrne conisugió la medalla de bronce para Irlanda en los Juegos Olímpicos de Melbourne 1956 en la categoría de peso ligero.

## Biografía
Se habían puesto en duda si Byrne tendría los fondos para viajar a Melbourne para participar en los Juegos Olímpicos de 1956. Sin embargo, se creó una campaña de recaudación de fondos bajo el lema "Send Byrne to Melbourne", y recaudó 653 libras de las empresas locales en Drogheda para enviarlo en su búsqueda de la gloria.[cita requerida]  Finalmente fue el abanderado de Irlanda en la ceremonia de obertura y fue el capitán del equipo irlandés de boxeo. Derrotó a dos oponentes antes de ser derrotado por decisión judicial ante el alemán Harry Kurschat. Pocos meses después. tuvo la oportunidad de luchar contra el oro de esos Juegos Dick McTaggart, en el Albert Hall ganado ese combate.

### Amateur
Papp fue campeón olímpico en tres ocasiones, en los pesos medios en Londres en 1948 y en los pesos superwelter en Helsinki en 1952 y en Melbourne en 1956. Además fue campeón de Europa de los pesos medios en 1949 en Oslo y de los pesos superwelter en 1951 en Milán. Consiguió un total de 55 nocauts en el primer asalto.
Melbourne 1956
- Derrotó a Josef Chovanec (Checoslovaquia) puntos
- Derrotó a Luis Molina (EE. UU.) puntos
- Perdió ante Harry Kurschat (Alemania) puntos

## Vida lejos del boxeo
En 1962, Byrne y su mujer emigraron al Canadá. Allí tubvieron una familia con cuatro hijos. En 2006 una estatua en su honor fue alzada en su ciudad natal.